# Plonévez-du-Faou
Plonévez-du-Faou (bretonisch Plonevez-ar-Faou) ist eine französische Gemeinde im Westen der Bretagne im Département Finistère mit 2174 Einwohnern (Stand 1. Januar 2022).

## Lage
Der Ort befindet sich rund 35 Kilometer östlich der Atlantikküste nördlich des Flusses Aulne. Quimper liegt 35 Kilometer südwestlich, die Groß- und Hafenstadt Brest 50 Kilometer nordwestlich und Paris etwa 460 Kilometer östlich (Angaben in Luftlinie).

## Bevölkerungsentwicklung
| Jahr                       | 1962 | 1968 | 1975 | 1982 | 1990 | 1999 | 2006 | 2016 |
| Einwohner                  | 3319 | 3063 | 2733 | 2515 | 2257 | 2206 | 2106 | 2105 |
| Quellen: Cassini und INSEE |      |      |      |      |      |      |      |      |

## Sehenswürdigkeiten
- Kirche Saint-Pierre
- Kapelle St-Herbot mit Passionsfenster, Fenster Martyrium des heiligen Laurentius und Fenster Urteil des Ivo Hélory

Siehe auch: Liste der Monuments historiques in Plonévez-du-Faou

## Verkehr
Bei Châteaulin, Briec und Rosporden gibt es Abfahrten an der Schnellstraße E 60 Brest-Nantes und bei Morlaix und Landivisiau im Norden an der E 50 Brest-Rennes.
In Châteaulin, Rosporden und Quimper halten Regionalbahnen an der Bahnlinie Brest-Nantes und in Pleyber-Christ und Morlaix an der Strecke Brest-Rennes. Der Bahnhof von Brest ist Endpunkt des TGV Atlantique nach Paris.
Nahe Brest befindet sich der Regionalflughafen Aéroport de Brest Bretagne.